# Oïclès
Dans la mythologie grecque, Oïclès (en grec ancien Οἰκλῆς / Oiklễs), fils d’Antiphatès et de Zeuxippe, est un roi d'Argos. Il épouse Hypermnestre, fille de Thestios, qui le rend père d’Amphiaraos, Iphianire et Polyboé.
Il accompagne Héraclès dans sa guerre contre Troie, où il est tué par Laomédon. Pausanias apporte une généalogie un peu différente, où c’est Mantios, fils de Mélampous, qui est père d’Oïclès.

## Sources
- Pseudo-Apollodore, Bibliothèque [détail des éditions] [lire en ligne] (II, 6, 4).
- Diodore de Sicile, Bibliothèque historique [détail des éditions] [lire en ligne] (IV, 9 ; IV, 25).
- Homère, Odyssée [détail des éditions] [lire en ligne] (XV, 243).
- Hygin, Fables [détail des éditions] [(la) lire en ligne] (LXX ; LXXIII).
- Scholie aux Phéniciennes d’Euripide, v. 173.
- Pausanias, Description de la Grèce [détail des éditions] [lire en ligne] (VI, 17, 6).